# Nedeljko Jovanović
Nedeljko Jovanović (Belgrado, 16 de septiembre de 1970) es un exjugador de balonmano alemán de origen serbio, que jugaba en la demarcación de medio centro. En octubre de 2000, obtuvo la nacionalidad alemana y jugó con la selección alemana.

## Equipos
- RK Metaloplastika Šabac (1988-1991)
- RK Partizan (1991-1993)
- CD Bidasoa Irún (1993-1994)
- Teka Cantabria (1994-1995)
- OSC Rheinhausen (1995- 1998)
- TV Niederwürzbach  (1998)
- TUSEM Essen  (1998-2000)
- VfL Hameln  (2000-2001)
- Portland San Antonio  (2001-2004)
- Algeciras BM  (2004-2005)
- RK Gold Club  (2005-2006)
- SC Pick Szeged  (2006-2007)
- HIT Innsbruck  (2007-2009)
- RK Kolubara Lazarevac  (2009)

## Palmarés

### Por Equipos
- Liga Yugoslava (1993)
- Copa de Yugoslavia (1993)
- Copa del Rey (1995)
- Liga ASOBAL (2002)
- Recopa de Europa (2004)
- Liga de Serbia (2010)
- Copa de Serbia (2010)

### Selección nacional
- Medalla de plata de los Juegos de la Amistad (1990)
- Medalla de oro de los Juegos Mediterráneos de 1991

### Consideraciones personales
- Deportista yugoslavo del año (1999)
- Mejor medio centro del campeonato del Mundo (1999)